# Yngeredsfors kraftverk
Yngeredsfors kraftverk är ett vattenkraftverk i Ätran. Det nuvarande kraftverket är från 1964. Det har två aggregat med en total effekt på 18,8 MW. Den normala årsproduktion är 70 GWh och fallhöjden är 28,3 meter. E.ON äger kraftverket.

## Historik

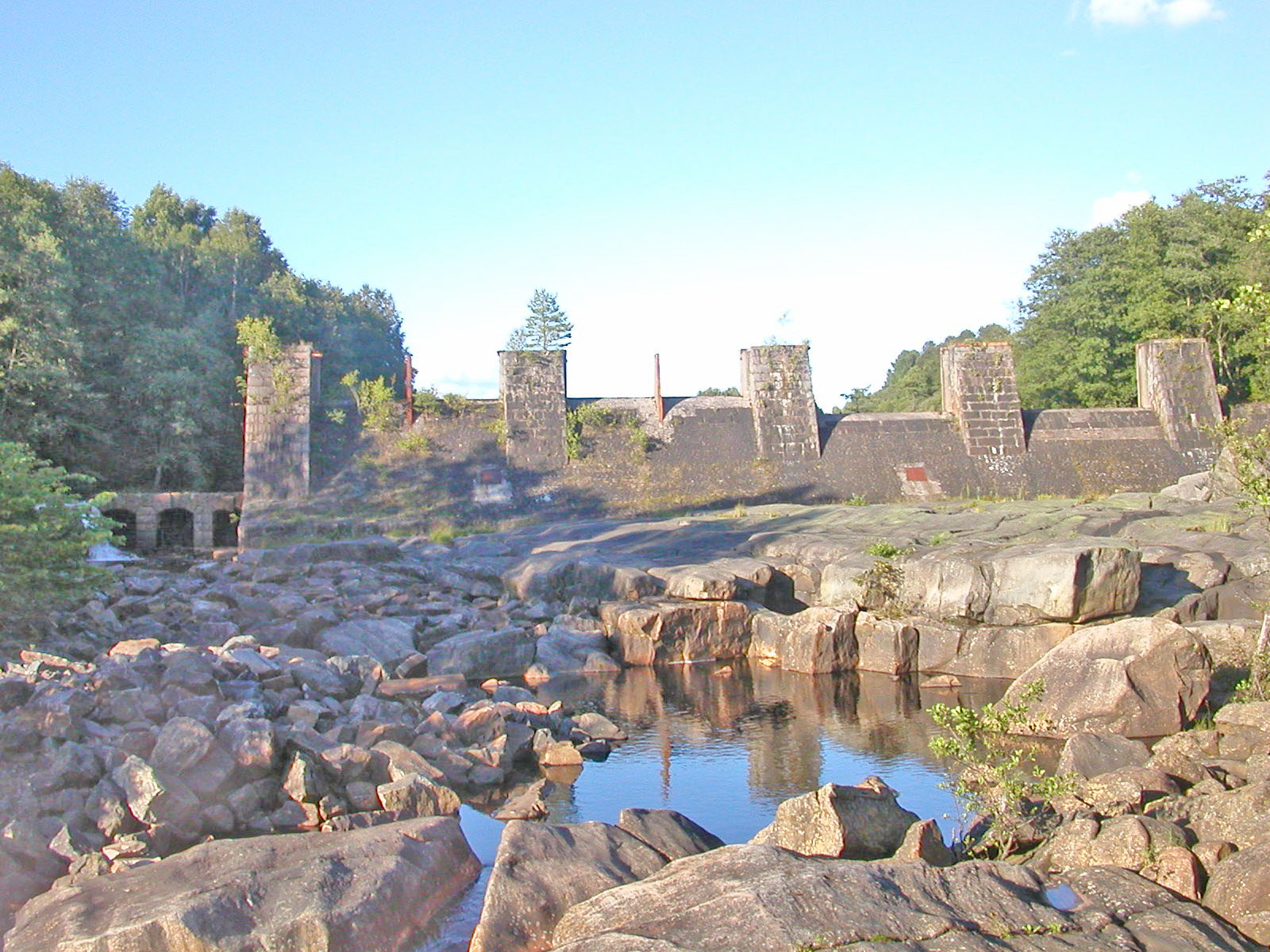
Yngeredsfors gamla kraftverk, byggt mellan 1903 och 1907, används inte längre. Ätran är längs sträckan vid det gamla kraftverket torrlagd, då vattnet leds till Boaforsens kraftverk. Kraftverket ingår i Ekomuseum nedre Ätradalen.

Sedan lång tid tillbaka har det funnits kvarnar som använt sig av energin i forsen. Kvarnar finns omnämnda i Hallands landsbeskrivning 1729.
Affärsmannen Mauritz Hansson köpte 1889 fallen för att kunna bygga en trämassefabrik, och bildade samma år Yngeredsfors kraftaktiebolag. Det dröjde dock innan bygget av kraftverket kom igång och Hansson fick ekonomiska problem. Marcus Wallenberg ("Häradshövdingen") kom att ta över ägandet av bolaget och 1905 började kraftverket byggas.
Kraftverket byggdes mellan 1903 och 1907. Det hade en effekt på 8 MW (1922). År 1906 drogs en kraftledning mellan Yngeredsfors och Mölndal som gjorde att Mölndal för första gången fick el.
Yngeredsfors Kraft AB bildades 1899 och hade sitt säte i Mölndal. Detta bolag övertog efterhand bland annat Ätrafors AB och AB Heroults Stål (1918), Särö elektricitetsverk (1943), Fjärås Kraft AB (1944) och Industri AB Vessigebro (1949). År 1947 köpte Papyrus AB en majoritet i bolaget, och 1964 köpte AB Skandinaviska Elverk distributionsverksamheten inom Yngeredsfors Kraft AB av Papyrus AB, som då var ensam ägare. Papyrus AB behöll dock kraftverken, från 1965 under namnet AB Ätrakraft, vilket bolag senare samma år sammanslogs med Papyrus AB. Ett nytt kraftverk, 150 meter uppströms, ersatte 1964 det tidigare. Det gamlas plats kallas numera döda fallet, då ett stycke av Ätran leds under mark. Ägaren AB Skandinaviska Elverk ändrade 1995 namnet Yngeredsfors Kraft AB till HemEl, men redan året därpå köptes dessa bolag av Gullspångs Kraft AB.